# Palazzo Cecilienhof
Lo Schloss Cecilienhof è un palazzo che si trova a Potsdam, famoso per aver ospitato i lavori della conferenza di Potsdam nel 1945. Esso è posto sotto tutela monumentale (Denkmalschutz).

## Storia e descrizione
Il palazzo venne costruito tra il 1914 ed il 1917 su ordine del kaiser Guglielmo II di Germania per l'erede al trono Guglielmo e la sua sposa Cecilia di Meclemburgo-Schwerin, dalla quale prende il nome. È stata l'ultima residenza degli Hohenzollern ad essere costruita. Il progetto venne affidato a Paul Schultze-Naumburg, che s'ispirò ad una residenza di campagna inglese. L'ampio edificio ha una forma asimmetrica, con travi di legno a spina di pesce sui muri. Gli ingressi che conducono al cortile interno sono decorati con motivi barocchi.
Delle 176 stanze complessive del palazzo, la zona di rappresentanza si trova al pianoterra al centro del fabbricato. Qui vi sono camere da letto, vestiboli e bagni privati. Un'eleganza semplice con l'utilizzo di materiali pregiati contraddistingue gli interni e rispecchia la cultura abitativa dei primi anni del XX secolo. Quasi tutti gli spazi privati sono stati progettati dall'architetto Paul Ludwig Troost, che si era fatto un nome con l'arredamento delle navi passeggeri. Particolarmente originale è un locale, che per desiderio della principessa della corona fu impostato ed allestito come una cabina di nave. Gran parte del mobilio fu fissato ai muri.
L'intero inventario, con l'abbandono da parte della famiglia del principe ereditario del palazzo all'inizio del 1945, fu lasciato ai nuovi occupanti dell'Armata Rossa, che, per poter procedere all'adattamento del palazzo per la conferenza di Potsdam, lo trasportarono nella Alte Meierei sulla riva dello Jungfernsee. Qui il mobilio originale andò distrutto da un incendio scoppiato il 25 luglio 1945.
Attualmente il palazzo ospita un museo, un hotel e un ristorante. Nel maggio 2004 ha ospitato la regina Elisabetta II d'Inghilterra in visita. Il 30 maggio 2007 ha ospitato l'incontro dei Ministri degli Esteri del G8. Nel 1990 il palazzo è stato riconosciuto dall'UNESCO come Patrimonio dell'umanità, incluso nei palazzi e parchi di Potsdam e Berlino.